# Caraffa del Bianco
Caraffa   del Bianco község (comune) Calabria régiójában, Reggio Calabria megyében.

## Fekvése
A megye keleti részén fekszik. Határai: Bianco, Casignana, Samo és Sant’Agata del Bianco.

## Története
A települést a 17. században alapították Fabrizio Carafa herceg jóvoltából Sant’Agata del Bianco lakosai. Korabeli épületeinek nagy része az 1783-as calabriai földrengésben elpusztult. A 19. században nyerte, amikor a Nápolyi Királyságban felszámolták a feudalizmust Samo része lett. Önálló községgé 1946-ban vált. 

## Népessége
A népesség számának alakulása:

## Főbb látnivalói
- Santa Maria degli Angeli-katedrális